# Кайкейи
Кайке́йи (санскр. कैकेयी, IAST: Kaikeyī) — персонаж древнеиндийского эпоса «Рамаяна», вторая из трёх жён царя Дашаратхи, царица Айодхьи и мать Бхараты. Кайкейи принадлежала к царскому роду Кекая, откуда и происходит её имя Кайкейи, которое в переводе с санскрита означает «принадлежащая к Кайкейам» (членам рода Кекая).
Кайкейи родилась в семье могучего правителя Ашвапати. Ашвапати оказался недоволен поведением матери Кайкейи и отослал её назад в родительский дом. В отсутствие матери Кайкейи воспитала няня по имени Мантхара. Когда Кайкейи подросла, Ашвапати выдал её замуж за своего союзника, царя Кошалы Дашаратху, который пообещал, что рождённый от Кайкейи сын унаследует престол. Кайкейи стала второй женой Дашаратхи — его первая жена, Каушалья, была бесплодной. Когда Кайкейи также не смогла зачать ребёнка, Дашаратха взял себе третью жену, царевну Магадхи по имени Сумитра. После замужества Кайкейи во дворец Дашаратхи также переселилась её бывшая няня, а теперь служанка Мантхара. Она постоянно участвовала в интригах, пытаясь усилить влияние Кайкейи (и, тем самым, своё влияние) при дворе. С этой целью, она, в частности, постоянно подогревала ревность Кайкейи к другим жёнам Дашаратхи.
Когда Дашаратха вступил в войну с правителем-асурой Самхасурой, Кайкейи пошла в битву вместе со своим мужем, исполняя роль колесничей. Во время битвы колесо колесницы сломалось, и Дашаратха был ранен стрелой Самхасуры. Кайкейи, проявив незаурядное мужество, быстро отремонтировала колесницу и отвезла раненого мужа с поля битвы. Затем она долго ухаживала за Дашаратхой, пока он полностью не излечился от полученных ранений. Её мужество и преданность глубоко тронули сердце Дашаратхи, который предложил ей исполнить два любых её желания. Кайкейи, однако, сказала, что выскажет свои желания позднее. После этих событий Кайкейи стала любимой женой Дашаратхи.
С целью обрести потомство Дашаратха совершил ведийское жертвоприношение путракамешти, раздав полученный после него прасад своим жёнам. Кайкейи родила Дашаратхе сына Бхарату, Каушалья родила Раму, а Сумитра — братьев-близнецов Лакшману и Шатругхну. Рама стал самым любимым сыном Дашаратхи. Мантхара, не желая, чтобы Рама стал регентом, вновь занялась интригами, пробудив в сердце Кайкейи ревность к Каушалье. Преисполненная ревностью, Кайкейи потребовала от своего мужа исполнить два своих желания: назначить Бхарату регентом и изгнать Раму из Айодхьи на срок в 14 лет (время, которое она посчитала достаточным для того, чтобы её сын консолидировал власть в своих руках). Кайкейи также напомнила Дашаратхе об обещании, данном ранее её отцу. Всего через шесть дней после изгнания Рамы Дашаратха умер от разлуки со своим сыном. Бхарата, в свою очередь, поклялся не восходить на престол, заявив, что на это имел право только его старший брат Рама. Он также обвинил Кайкейи в смерти своего отца и поклялся больше никогда не называть её своей матерью. Кайкейи умерла в одиночестве, забытая своим сыном и другими родственниками.